# Campaña de las Montañas Nafusa
La campaña de las Montañas Nafusa fue un conjunto de enfrentamientos armados llevados a cabo en una cadena montañosa llamada Yebel Nefusa en Libia, donde se encuentran las poblaciones cercanas de Nalut, Zintan, Jadu y Yefren en el marco de la guerra civil libia. Se enfrentaron las tropas leales al líder libio Muamar el Gadafi y las tropas rebeldes.

## Las batallas

### Primeros combates. Toma de Gharian
El 1 de marzo, las fuerzas leales comenzaron las operaciones ofensivas al sur de Trípoli, con el objetivo de retomar el territorio perdido en los días anteriores a los rebeldes. Su primer destino fue la ciudad de Garian.
Gharian era vista como una ciudad estratégica, ya que es la población más grande de las montañas de Nafusa, una entrada directa a al distrito de Al Jabal al Gharbi y forma parte del anillo de defensa de las fuerzas leales que rodea a la capital.
Durante la noche entre el 1 y el 2 de marzo, las fuerzas leales entraron en la ciudad aprovechando la oscuridad. En la mañana del 2 de marzo, los rebeldes se dieron cuenta de que en la ciudad había tropas gubernamentales. Los soldados tenían una lista de miembros de la oposición y comenzó a reunir a todos los rebeldes en la población. Gharian había sido retomada por los leales el mismo día de la cercana ciudad de Sebatra, al oeste de Trípoli. 
Con la noticia de la toma de Gharian, los rebeldes supieron de que las fuerzas de Gadafi estaban preparando otro asalto para retomar Zintan, la primera ciudad en el oeste de Libia declarada en rebeldía. Alrededor de 40 camiones y vehículos blindados equipados con cañones antiaéreos fueron avistados a 30 km rumbo a la ciudad. Los jóvenes de Zintan combatieron a las fuerzas pro-Gaddafi, lanzando una serie de "ataques preventivos" a la cuarteles, puestos de control y otras instalaciones para conseguir armas y equipo. Al ponerse el sol, la ciudad había sido atacada tres veces y los tres ataques fueron repelidos. 
El 6 de marzo las fuerzas leales iniciaron un nuevo ataque a Zintan que causó de entre 5 a 6 rebeldes muertos y más tarde los propios rebeldes afirmaron que unos 20 soldados leales resultaron muertos. Las tropas leales no lograron entrar en la ciudad. Sin embargo, la habían rodeado y posicionaron lanzacohetes Grad en las afueras. En este momento las fuerzas del gobierno habían sitiado también las ciudades de Yefren y Nalut.
El 18 de marzo las fuerzas rebeldes de Nalut atacaron un puesto de control del gobierno a las afueras de la ciudad. Cuatro soldados del gobierno y uno rebelde murieron en los combates y 18 soldados leales fueron capturados.

### Freno de la ofensiva en Zintan
El día 21 y 22 de marzo los leales lanzaron dos grandes ofensivas que acabaron sin éxito. La ciudad fue bombardeada el día 22 para acabar con la resistencia rebelde. Las tropas rebeldes y tras el bombardeo las tropas leales hicieron una retirada técnica —según ellos— posiblemente para reorganizarse. Aunque en la zona norte de la ciudad aún permanecen muchos soldados, entre unos 50 y 60 tanques y vehículos artillados. El día 23 de marzo las fuerzas leales lanzan un duro bombardeo a la ciudad. Al parecer la ciudad está cercada y han llegado refuerzos leales para tratar de tomar la ciudad.
El 24 de marzo Zintan sería bombardeada de nuevo por la artillería y los tanques. Los rebeldes informaron que capturaron o destruyeron varios de esos tanques y que se apoderaron de los camiones que tenían 1.200 misiles del lanzacohetes múltiple BM-21 Grad y combustible, además de capturar a cinco soldados leales.

### Bombardeo de poblaciones y combates aislados
El 1 de abril tras una semana de calma en los combates, las tropas leales se pusieron de nuevo en movimiento. Los leales usaron sus cohetes Grad para bombardear la zona oeste de Zintan. Las tropas del gobierno habían rodeado la ciudad de Kikla, 60 kilómetros al este de Zintan, y estaban atacando a otra cercana ciudad de Aquilla. El 3 de abril Yefren fue bombardeado por la artillería leal matando a dos personas. El 4 de abril las tropas del gobierno capturaron la ciudad de Kikla y comenzó un bombardeo con cohetes a Nalut.
El 5 de abril Al Yazira en inglés informó de que los rebeldes en Nalut y Zintan se infiltraron en Yefren para ayudar a sus camaradas allí para luchar contra las fuerzas gubernamentales. Fueron capaces de hacer retroceder a las fuerzas de Gadafi de Yefren. El 8 de abril Al Yazira en inglés informó de que ataques aéreos de la OTAN atacaron los depósitos de armas pertenecientes a las fuerzas pro-Gaddafi, situado a 15 km al sureste de Zintan. Los residentes escucharon 14 explosiones y vieron algunos de los edificios en llamas.
El 9 de abril los refugiados de Kalaa dijeron a Reuters que las fuerzas de Gadafi contaminaron los pozos de agua con petróleo y mataron a los rebaños de ovejas y que prometieron "violar a todas las niñas". El 12 de abril Al Yazira informó que las fuerzas rebeldes han podido tomar la puerta occidental de Zintan. Y de este modo también fueron capaces de detener a las fuerzas leales de tomar la carretera que conduce de Nalut a Túnez.
El 14 de abril, Al Jazeera en inglés informó que los rebeldes habían rechazado a las fuerzas leales en el distrito de Al-Haraba, al oeste de Rihaibat, después de algunos enfrentamientos menores. Sin embargo, los pueblos de la zona se mantuvieron en estado de sitio. El 15 de abril ocho rebeldes murieron y 11 resultaron heridos en intensos combates cerca de Zintan donde también se capturaron a varios soldados leales. Los rebeldes también informaron que los ataques aéreos de la OTAN habían alcanzado unidades blindadas leales en las cercanías de la ciudad.
El 6 de junio de 2011 Los rebeldes libios han entrado y han izado la bandera de la revolución del 17 de febrero en Yafran, una localidad montañosa del oeste de Libia que hasta la fecha estaba en poder de las fuerzas leales al régimen de Muamar Gadafi, según pudo comprobar un fotógrafo de Reuters sobre el terreno.
El 12 de junio en un bombardeo de artillería lanzado por tropas pro Gaddafi en la ciudad de Zintan, al sudoeste de Trípoli, 7 personas murieron y 49 resultaron heridas. Las tropas leales a GadDafi bombardearon con misiles desde las 7 de la mañana hora local, la periferia de la ciudad de Zenten, sin reporte de víctimas. La región en el sudoeste de Trípoli están disputada por las fuerzas que respaldan a Gaddafi y los grupos rebeldes, que mantienen el control de la ciudad. Los combates están en curso también en una zona ubicada entre Zenten y Yefren, donde los rebeldes controlan la franja norte del sitio.
.

### Toma de Bir Ghanam
Las Fuerzas Rebeldes han tomado el poblado de Bir Ghanam, a menos de 100 kilómetros al suroeste de Trípoli. Desde esta zona intentan cortar la carretera principal entre Trípoli y Sabha, la principal ciudad del desierto libio y cuna de la tribu de Gadafi, donde en los últimos días se han registrado manifestaciones contra el dictador reprimidas a tiros.
Los rebeldes libios se preparan para asaltar la localidad de Bir al Ghanam, lo que les dejaría más cerca de Trípoli que nunca antes en la contienda desatada en febrero.
Los insurgentes han recibido en sus filas a una serie de combatientes de la región.
Concretamente, en el extremo de la cadena montañosa se encuentra medio centenar de efectivos, mientras que otros han seguido avanzando hasta las puertas del pueblo.
Los miembros de la OTAN confían en que los avances en el frente de las Montañas Occidentales sirvan para cambiar definitivamente el rumbo de la guerra.

### Toma de la ciudad de Kikla y ataque a ciudad fronteriza tunecina
El 14 de junio, El ejército de Gadafi se ha retirado de la ciudad de Kikla, a unos 150 kilómetros al sur de Trípoli, según afirma Reuters. Según la agencia de noticias, las fuerzas del dictador han retirado sus posiciones a unos nueve kilómetros de la localidad. Los rebeldes están tomando posiciones ante un eventual contraataque. Las fuerzas leales a Gadafi han lanzado al menos cinco cohetes Grad en la localidad tunecina de Dehiba. Los artefactos no han causado ninguna baja.

### Avances Rebeldes el 14 a 15 de junio
Las fuerzas rebeldes se apoderaron de Zawit al Bagul y Al Lawanya, en la carretera de Yefren (oeste), controlada por la rebelión y situada a unos 80 km de Trípoli, según un corresponsal de la AFP. La víspera habían tomado el control de Al Rayayna.

### Batalla de Al-Qawalish
Los mercenarios de Muamar Gadhafi lanzaron un bombardeo de artillería pesada en un intento por lograr el repliegue de los combatientes rebeldes, que habían tomado control de una aldea situada unos 100 kilómetros al sur de Trípoli.
Al-Qawalish es un campo de batalla estratégico en la marcha de los rebeldes hacia la capital, dado que si logran avanzar más allá de ese punto alcanzarán la carretera principal que conduce hacia el Norte en dirección a Trípoli, donde Gadhafi tiene su principal bastión.
Las fuerzas leales al líder Muammar el Gaddafi recuperaron el día 13 de julio el control de la estratégica ciudad de Al Qawalish, a 100 kilómetros al suroeste de Trípoli, una semana después de haberla perdido ante los rebeldes libios, informó la cadena árabe Al Arabiya.
Tras horas de cruentos enfrentamientos, las tropas de Gaddafi lograron recuperar Al Qawalish, una ciudad estratégicamente importante por su cercanía a la localidad de Garyan, por la que pasa la principal carretera que conduce a la capital Trípoli
Sin embargo, por la tarde, las fuerzas rebeldes contraatacaron y después de una batalla de cinco horas que volvieron a capturar la ciudad y persiguieron a las fuerzas leales a Muammar el Gaddafi a las afueras de Asabah. Durante los combates, dos rebeldes fueron muertos y 17 heridos.
El 14 de julio, los rebeldes libios se retiraron al poblado al-Qawalish desde las afueras del poblado Asabah después de alcanzar dentro de la citada aldea unos 6 km con el fin de reagruparse y lanzar una nueva ofensiva para conquistar el lugar y áreas aledañas.  El mismo día, los rebeldes declararon que se había encontrado con un campo de minas hechos por las fuerzas leales a Muammar el Gaddafi cerca del pueblo de al-Qawalish

### Avance rebelde en el oeste en el mes de julio
Mientras, en las montañas del oeste del país, donde los insurgentes tratan de abrirse camino hacia Trípoli, los combates se intensificaron durante el fin de semana(15-17 de julio). Hubo fuego de artillería cruzada en la localidad de Bir Ayad, ubicada a 15 kilómetros del frente de guerra en la ciudad de Bir Ghanam. En ese enclave, los rebeldes controlan las partes altas que rodean la ciudad, en lo que representa su posición más avanzada de las fuerzas rebeldes desde que estalló la guerra, al situarse a escasos 80 kilómetros de su anhelada Trípoli.

### Bir al Ghanam
Los rebeldes han anunciado tras la toma de la localidad de Bir al Ghanam que su próximo objetivo es atacar Trípoli, situada tan solo a 80 kilómetros al sur de la capital. Con la toma de esta localidad los rebeldes han logrado consolidar lo que se ha convertido ya en su posición más cercana a Trípoli desde que comenzara el enfrentamiento armado.
Las milicias sublevadas llevaban desde finales de junio acampados a las afueras de Bir al Ghanam, ante la feroz resistencia de las fuerzas leales al líder libio, Muamar Gadafi, pero finalmente han logrado hacerse con el control de la localidad durante el fin de semana con la ayuda de la aviación de la OTAN.

## La Ruptura del Frente Oeste en agosto
Los rebeldes han logrado retomar el control de Zauiya, escenario de una cruenta represión gadafista, mediante un cerco a la única ciudad del oeste alzada contra el régimen del coronel al comienzo de la revuelta el pasado 17 de febrero, aunque los portavoces rebeldes han admitido que aún hay focos de resistencia.
La ofensiva rebelde por el oeste y el este de la capital han roto el escenario de tablas en el que en los últimos meses habían fijado sus posiciones ambos bandos, y los combatientes rebeldes han logrado avanzar desde las montañas de Nafusa, al sur de la capital, y posicionar sus avanzadillas a unos 50 kilómetros al oeste de Trípoli.
Tras sobrepasar Surman y Gharyan, los sublevados contra el coronel Gadafi alcanzaron hoy Sabrata, según informan los canales árabes por satélite.
La cadena catarí Al Yasira mostró hoy imágenes de las columnas rebeldes en esta población exhibiendo sus estandartes y confiados en su victoria.
Los rebeldes libios avanzan con paso firme hacia Trípoli. Este jueves 17 de agosto de 2011 han arrebatado a las tropas gadafistas el control de la refinería de petróleo de Az Zawiya, en el oeste del país. Se trata del último punto de esta localidad cercana a Trípoli que seguía en manos de las fuerzas del régimen de Gadafi y su importancia estratégica es enorme. Con su toma, los sublevados han conseguido bloquear las dos principales vías de suministro de las fuerzas gubernamentales: Garyan, situada a 80 kilómetros de Trípoli, y Zawiya, a unos 50 Kilómetros.

### Garyan
Los sublevados también controlan la localidad de Garyan, emplazada a unos 80 kilómetros al sur de Trípoli desde la principal autopista, según ha podido comprobar sobre el terreno un reportero de Reuters, que ha indicado que los rebeldes han situado en la principal plaza de la ciudad un tanque T-34 y un cañón antiaéreo que les intervinieron a las fuerzas de Gadafi.
"Les hemos quitado un tanque y un cañón antiaéreo de las fuerzas de Gadafi. Lo próximo es ir a Trípoli", ha explicado uno de los combatientes que se ha identificado como Mohammad.
Las fuerzas rebeldes han avanzado varios kilómetros al norte de Garyan combatiendo con las fuerzas de Gadafi.
Desde cierta distancia, el reportero de Reuters ha podido observar el humo negro que emanaba del punto en que se libraban los combates y ha escuchado disparos y explosiones provocadas por cohetes Grad